# العلاقات السورية الكوبية
العلاقات السورية الكوبية هي العلاقات الثنائية التي تجمع بين سوريا وكوبا.

## مقارنة بين البلدين
هذه مقارنة عامة ومرجعية للدولتين:
| وجه المقارنة                                              | سوريا                    | كوبا                              |
| --------------------------------------------------------- | ------------------------ | --------------------------------- |
| المساحة (كم2)                                             | 185.18 ألف               | 109.88 ألف                        |
| عدد السكان (نسمة)                                         | 18.27 مليون              | 11.48 مليون                       |
| الكثافة السكانية (ن./كم²)                                 | 98.66                    | 104.48                            |
| العاصمة                                                   | دمشق                     | هافانا                            |
| اللغة الرسمية                                             | اللغة العربية            | اللغة الإسبانية                   |
| العملة                                                    | ليرة سورية               | بيزو كوبي، بيزو كوبي قابل للتحويل |
| الناتج المحلي الإجمالي (بليون دولار)                      | 60.20 مليار              | 87.13 مليار                       |
| الناتج المحلي الإجمالي (تعادل القوة الشرائية) بليون دولار |                          |                                   |
| الناتج المحلي الإجمالي الاسمي للفرد دولار أمريكي          |                          |                                   |
| الناتج المحلي الإجمالي للفرد دولار أمريكي                 |                          |                                   |
| مؤشر التنمية البشرية                                      | 0.594                    | 0.769                             |
| رمز المكالمات الدولي                                      | +963                     | +53                               |
| رمز الإنترنت                                              | .sy                      | .cu                               |
| المنطقة الزمنية                                           | ت ع م+02:00، ت ع م+03:00 | 00                                |

## منظمات دولية مشتركة
يشترك البلدان في عضوية مجموعة من المنظمات الدولية، منها:
| علم المنظمة | اسم المنظمة                   | تاريخ انضمام سوريا | تاريخ انضمام كوبا |
| ----------- | ----------------------------- | ------------------ | ----------------- |
|             | المنظمة الهيدروغرافية الدولية | ?                  | ?                 |
|             | يونسكو                        | 16 نوفمبر 1946     | 29 أغسطس 1947     |
|             | الاتحاد البريدي العالمي       | ?                  | ?                 |
|             | منظمة الشرطة الجنائية الدولية | ?                  | ?                 |
|             | الأمم المتحدة                 | 24 أكتوبر 1945     | 24 أكتوبر 1945    |
|             | الاتحاد الدولي للاتصالات      | 12 يناير 1924      | 16 يناير 1918     |
|             | منظمة حظر الأسلحة الكيميائية  | ?                  | ?                 |

## وصلات خارجية
- موقع وزارة الخارجية الكوبية